# 鎖状環
数学の鎖状環（さじょうかん、英: catenary ring）とは、可換環 R であって、その素イデアルの任意の組 p ⊂ q を結ぶ真に増大する素イデアルの極大鎖
p = p0 ⊊ p1 ... ⊊ pn = q
が全て同じ有限の長さを持つもののことをいう。鎖の長さ n を幾何学的にいうと、素イデアルに対応する代数多様体の次元は素イデアルが大きくなると減少するので、これは次元の差である。
環が強鎖状環（きょうさじょうかん、英: universally catenary ring）であるとは、その環上の有限生成な環が全て鎖状環であることをいう。
"catenary" という言葉は鎖（chain）を意味するラテン語の catena から来ている。
ネーター局所環については次の包含関係が成り立つ。
強鎖状環 ⊃ コーエン・マコーレー環 ⊃ ゴレンシュタイン環 ⊃ 完全交叉環 ⊃ 正則局所環

## 次元公式
A をネーター整域、B を A 上有限生成な整域とする。P を B の素イデアル、p をこれと A の共通部分とするとき、
{\displaystyle {\text{height}}(P)\leq {\text{height}}(p)+{\text{tr.deg.}}_{A}(B)-{\text{tr.deg.}}_{\kappa (p)}(\kappa (P))}
が成り立つ。A が強鎖状環であれば等式が成り立ち、これを強鎖状環の次元公式という。
ここで、κ(P) は P の剰余体で、tr.deg. は（商体の）超越次数である。
なお、A が強鎖状ではなくとも、{\displaystyle B=A[x_{1},\dots ,x_{n}]} であれば、等式はやはり成り立つ。

## 例
代数幾何学に現れるほとんどすべてのネーター環は強鎖状である。例えば次の環は全て強鎖状である。
- 完備ネーター局所環

- デデキント環、体

- コーエン・マコーレー環、正則局所環

- 強鎖状環を局所化した環

- 強鎖状環上有限生成の環

### 鎖状だが強鎖状ではない環
強鎖状ではないネーター環の例を作るのは簡単ではない。最初の例は永田雅宜が見つけた、鎖状だが強鎖状ではない2次元ネーター局所整域である。
永田の例は次のようなものである。k を体、S を k 上の形式的ベキ級数環とし、その不定元を x とする。形式的ベキ級数 z = Σi > 0 ai xi を z と x が代数的独立になるものとする。
z1 = z, zi+1 = zi / x – ai と置く。
R を x と全ての zi で生成される（非ネーター）環とする。
m をイデアル (x)、n を x – 1 と全ての zi で生成されるイデアルとする。どちらも R の極大イデアルで、剰余体は k と同型である。局所環 Rm は1次元の正則局所環で、局所環 Rn は2次元のネーター正則局所環である（このことの証明には z と x が代数的独立であることを使う）。
B を m か n に入らない要素全体についての R の局所化とする。B は、2つの極大イデアル mB（高さ1）と nB（高さ2）を持つ2次元のネーター半局所環になる。
I を B のジャコブソン根基とし、A = k + I と置く。環 A は、I を極大イデアルとする2次元の局所整域になっていて、2次元の局所整域は全て鎖状なので、鎖状である。環 A は、B がネーターかつ有限 A 加群なので、ネーターである。しかし A は強鎖状ではない。もし強鎖状であれば、強鎖状環についての次元公式から B のイデアル mB は mB ∩ A と同じ高さを持つはずであるが、後者のイデアルの高さは dim(A) = 2 と等しいからである。
永田の例は準優秀環にもなっているので、優秀環ではない準優秀環の例にもなっている。